# Diplurodes indentata
Diplurodes indentata là một loài bướm đêm trong họ Geometridae.